# Kang Hyunkyung
Kang Hyunkyung (Koreaans: 강현경; 6 januari 1995) is een Zuid-Koreaanse baan en wegwielrenster. Kang won in 2019 met de Zuid-Koreaanse ploeg de ploegentijdrit tijdens de Aziatische kampioenschappen wielrennen.

## Belangrijkste uitslagen

### Wegwielrennen
2019
 Aziatische kampioenschappen, ploegentijdrit

### Baanwielrennen
| Jaar      | KK                   | AK                                           | WK        | Overige                                    |           |
| Als elite | Als elite            | Als elite                                    | Als elite | Als elite                                  | Als elite |
| --------- | -------------------- | -------------------------------------------- | --------- | ------------------------------------------ | --------- |
| 2016      |                      | ploegenachtervolging · 5e omnium             |           |                                            |           |
| 2017      |                      | koppelkoers · scratch · ploegenachtervolging |           |                                            |           |
| 2018      |                      |                                              |           |                                            |           |
| 2019      | ploegenachtervolging |                                              |           | WB Hongkong: · ploegenachtervolging        |           |
| 2020      |                      |                                              |           |                                            |           |
| 2021      |                      |                                              |           |                                            |           |
| 2022      |                      | puntenkoers                                  |           |                                            |           |
| 2023      |                      | 6e scratch                                   |           | Aziatische Spelen: 4e ploegenachtervolging |           |
| 2024      | koppelkoers          | ploegenachtervolging · 5e scratch            |           |                                            |           |